# Вергопуло, Юрий Георгиевич
Юрий Георгиевич Вергопуло (18 марта 1947, Москва — 7 июля 2022, Москва, Москва) — футболист, судья всесоюзной категории (30.09.1989), инспектор высшей лиги по футболу СССР, России. Правый полузащитник.

## Игровая карьера
Воспитанник группы подготовки при команде «Динамо» (Москва). В 1965—1966 годах провёл 25 матчей в первенстве дублёров высшей лиги. В дальнейшем выступал в первой лиге за «Динамо» (Ставрополь), в первой и второй лигах за «Волгу» (Калинин), во второй лиге за «Шахтёр» (Кадиевка), «Спартак» (Рязань).

## Судейская карьера
Занимался судейством с 1976 года. С 1981 года судил матчи команд мастеров. В 1989 году присвоена всесоюзная судейская категория.
В высшей лиге СССР работал главным судьёй на одном матче — 14 мая 1989 года между «Араратом» и «Динамо» (Тбилиси).
В высшей лиге России в 1994—1995 годах работал на 25 матчах.